# Caproni PS.1
Caproni PS.1 Pallavicino – włoski lekki samolot  turystyczny, skonstruowany w 1934 r. przez inż. Cesare Pallavicino dla dwóch załóg startujących w Międzynarodowych Zawodach Samolotów Turystycznych Challenge 1934  .
Caproni PS.1, wymieniany również jako Pallavicino PS-1, był czteromiejscowym, jednosilnikowym samolotem turystycznym, o konstrukcji dolnopłata z zamkniętą kabiną wyprodukowanym przez Cantieri Aeronautici Bergamasch (CAB) należące do grupy Caproni. Jako jeden z pierwszych samolotów włoskich został wyposażony w chowane podwozie.
Powstały jedynie dwa egzemplarze samolotu. Wzięły one udział w Międzynarodowych Zawodach Samolotów Turystycznych Challenge 1934 organizowanych przez Polskę. Pilotowali je: Ugo Vicenzi i Armando François, z których tylko ten ostatni ukończył zawody na 16. miejscu.

## Konstrukcja
Samolot konstrukcji metalowej, wyposażony w chowane podwozie. Jeden silnik gwiazdowy Fiat A.70 o mocy 151 kW (205 KM).